# Mendota (Illinois)
Mendota város az USA Illinois államában, LaSalle megye megyében. Lakosainak száma 7061 fő (2020. április 1.).

## Népesség
A település népességének változása:
| Lakosok száma | 7272 | 7372 | 7254 | 7061 |
|               | 2000 | 2010 | 2014 | 2020 |